# Jeane Flieser
Jeane Flieser, geboren als Lieselotte Flieser (* 7. Juni 1912 (anderes Datum 7. Juni 1917) in Kiel; † 12. Februar 2007 in Berlin), war eine deutsche Malerin.

## Leben
Lieselotte Flieser, die als Künstlerin den Vornamen Jeane benutzte, war die Tochter des in Wien geborenen jüdisch-christlichen Schauspielers Hans Leon Flieser (1875–1951). Ihr Vater war ab 1909 als Regisseur und Schauspieler an den Vereinigten Theatern Kiel tätig und hatte im Mai 1911 die Kielerin Lydia Scheel (1881–1949) geheiratet. Die ersten Lebensjahre verbrachte das Mädchen in der Schweiz, in Österreich und ab 1918 in Berlin.
1935 begann sie bei Georg Walter Rössner, Ludwig Bartning und Max Kaus an den Vereinigten Staatsschulen in Berlin ein Kunststudium, das sie 1936 nach Verhängung der antijüdischen Rassegesetze aufgrund der jüdischen Abstammung ihres Vaters abbrechen musste. Bis 1945 erhielt sie ein Studien- und Arbeitsverbot im künstlerischen Bereich, dazu kam ein Heiratsverbot. Ihre Versuche, als Trickfilmzeichnerin oder Dekorationsmalerin zu arbeiten, wurden von der Reichskulturkammer unterbunden; in dieser Zeit wurde sie jedoch als Fabrikarbeiterin zwangsverpflichtet.
Nach dem Zweiten Weltkrieg arbeitete sie für zwei Monate als Zeichenlehrerin an der Hochschule, wurde dann aber, aufgrund von antisemitischen Intrigen innerhalb des Kollegiums, entlassen.
Von 1947 bis 1953 besuchte sie die Hochschule der Bildenden Künste in Berlin als Meisterschülerin von Karl Schmidt-Rottluff, mit dem sie zeitlebens persönlich verbunden war. Seit dieser Zeit nahm sie an zahlreichen Ausstellungen in Berlin, München, Bonn, Hamburg und Lübeck sowie an den Landesschauen Schleswig-Holsteinischer Künstler in Kiel teil.
Stipendien ermöglichten ihr Studienaufenthalte in Paris, Spanien und Griechenland.
Während der Sommermonate hielt sie sich bis 1979 regelmäßig in einem kleinen geerbten Sommerhaus in Kitzeberg an der Kieler Förde auf.

### Künstlerisches Wirken
Neben Ölbildern und Grafiken schuf Jeane Flieser zahlreiche Bildteppiche für den öffentlichen Raum. Ihre Kunst wurde einerseits vom deutschen Expressionismus, andererseits von der Erinnerung an ihre Verfolgung während der NS-Zeit sowie von Zerstörung, Verlust und Trauer geprägt.
Sie zeichnete auch für verschiedene Kinder- und Jugendbücher Illustrationen.
Bilder von Jeane Flieser sind im Handel fast nicht erhältlich, da große Teile ihres Werkes sich in öffentlichem Besitz befinden. Besonders das Spätwerk von Jeane Flieser befindet sich fast geschlossen im Besitz des Landesmuseums Schloss Gottorf in Schleswig.

## Ausstellungen (Auswahl)
- 1945/1946: „Ausstellung Bildender Künstler“; veranstaltet vom Kulturbund zur Demokratischen Erneuerung Deutschlands, Berlin-Ost[4]
- 1957: Landesschau Schleswig-Holsteinischer Künstler, Kiel.
- 1959: Ausstellung der Malerinnen und Bildhauerinnen im Landeshaus Kiel.
- 1965: Kunst-Kabinett Hanna Bekker vom Rath, Frankfurt am Main.
- 1966: Landesschau Schleswig-Holsteinischer Künstler, Kiel.
- 1971: Landesschau Schleswig-Holsteinischer Künstler, Kiel.
- 1975/1976: Landesschau Schleswig-Holsteinischer Künstler, Kiel.
- 1985 bis 1991: Verein der Berliner Künstlerinnen, Berlin.
- 1988: Galerie im Kornhauskeller, Ulm.
- 1992: Profession ohne Tradition, Martin-Gropius-Bau, Berlin.
- 1997: Jüdisches Museum, Rendsburg.

## Mitgliedschaften
- Sie war ab 1951 Mitglied im Bundesverband Bildender Künstlerinnen und Künstler–Berlin (BBK).
- Ab 1976 war sie Mitglied im BBK–Schleswig-Holstein.

## Illustrationen
- Beten dröög: Vun Adebar bet Zippel. Een lütten Lex to'n Smustern un Grienen. Flensburg 1969.
- Föhr erzählt: Sagen, Geschichten, Anekdoten. Itzehoe 1969.
- Sylt erzählt Sagen, Geschichten, Anekdoten. Sylt 1972.
- Die Halligen, Nordstrand und Pellworm erzählen. Münsterdorf 1980.
- Amrum erzählt: Sagen, Geschichten, Anekdoten. Itzehoe 2000.

## Werke (Auswahl)
- Kulturamt Kiel.
- Kultusministerium Kiel.
- Bildteppich im Standesamt Kiel.
- Bildteppich im Standesamt Kiel-Suchsdorf.
- Bildteppich in der Max-Tau-Schule, Kiel-Mettenhof.
- Bildteppich im Brücke-Museum Berlin.
- Bildteppich im Museum für Kunst und Gewerbe, Hamburg.
- Berlinische Galerie, Berlin.
- Ohne Titel. 2007.[5]